# Erzbergwerk Ramsbeck
Das Sauerländer Besucherbergwerk Ramsbeck ist ein Bergbaumuseum und Besucherbergwerk in Ramsbeck im Sauerland. Seit 2024 wird es in den Verbund der Museen für Industriekultur des Landschaftsverbandes Westfalen-Lippe als LWL-Museum Erzbergwerk Ramsbeck integriert.

## Geschichte
→ zur Geschichte des Bergwerks und des Erzbergbaus vergl. Abschnitt Bergbau im Sauerland

## Museum
Das Museum wurde nach dem Ende des Bergbaus 1974 gegründet. Bis heute haben etwa 3,7 Millionen Menschen die Einrichtung besucht. Bislang wurde das Museum von der Gemeinde Bestwig und dem Hochsauerlandkreis in Form einer gGmbH betrieben. Seit 2024 ist es in die Trägerschaft des Landschaftsverbandes Westfalen-Lippe als neunter Standort der Museen zur Industriekultur übergegangen. Alle Einrichtungen und Beschäftigten wurden übernommen. Die Integration in den Verbund der LWL Industriemusee wird 2025 unter dem Namen LWL-Museum Erzbergwerk Ramsbeck abgeschlossen sein. Die beiden bisherigen Gesellschafter bleiben weiter beteiligt. Sie beteiligen sich mit 500.000 Euro jährlich am Haushalt der Einrichtung. Der LWL bringt 1,1 Millionen Euro pro Jahr ein. Damit können begonnene Sanierung und konzeptionelle Modernisierungen fortgesetzt und erweitert werden. Neben den Sanierung der denkmalgeschützten Bestandsgebäude ist auch ein Anbau etwa für Sonderausstellungen, Verwaltung und Gastronomie vorgesehen.

### Ausstellung
Das Bergbaumuseum zeigt die Geschichte des Ramsbecker und Sauerländer Erzbergbaus anhand der zwischen 2013 und 2015 neugestalteten Dauerausstellung im Kauen- und Verwaltungsgebäude von 1953. Es umfasst viele Ausstellungsstücke (u. a. Maschinen sowie Mineraliensammlungen), interaktive Stationen (Feuersetzen, Maschinenleitstand) und einen Film.

### Besucherbergwerk
Im Besucherbergwerk wird über den Abbau von Blei und Zink informiert. Mit der originalen Grubenbahn werden die Besucher 1,5 km in den Berg gefahren. 300 m unter Tage erzählen erfahrene Bergleute in alten Stollen von der damaligen Arbeit unter Tage. Zu sehen ist auch die zum Bauzeitpunkt weltgrößte Untertagefördertrommel. Erläutert wird der Kreislauf der Loren und die Notwendigkeit von Wasserpumpen. Die Lautstärke wird durch eine kurze Leerlaufbohrung nur angedeutet.
Weitere Sehenswürdigkeiten zum Thema erschließt der Bergbauwanderweg Ramsbeck.
Seit 2019 wird das Besucherbergwerk als Station in der Themenroute 12: Geschichte und Gegenwart der Ruhr der Route der Industriekultur aufgeführt.